# 小行星14313
小行星14313（14313 Dodaira）是一颗绕太阳运转的小行星，为主小行星带小行星。该小行星于1976年10月22日发现。

## 轨道参数
小行星14313的轨道半长轴为2.9963559 UA，离心率为0.106。